# Cina Lawson
Pour les articles homonymes, voir Lawson.
Cina Lawson est une femme politique togolaise, qui occupe la fonction de ministre de l'Économie numérique et de la Transformation digitale depuis 2010. Formée à Sciences Po et à l'université Harvard, elle a travaillé dans le secteur des télécommunications avant d'être nommée au poste de ministre, où elle a mené plusieurs initiatives axées sur la numérisation et les TIC.
Elle a reçu plusieurs distinctions internationales pour son travail, notamment du Forum économique mondial, de Forbes et de Jeune Afrique. En 2019, elle reçoit le Harvard Kennedy School Alumni Public Service Award, la première femme politique africaine à y parvenir. Lors du 20e anniversaire du rappel à Dieu du Père de la nation du feu Président Gnassingbé Eyadema,des personnalités ont été décorées à kara dont elle figurait.

## Formation et débuts
En 1996, Cina Lawson est diplômée (section économique et financière) de l'Institut d'études politiques de Paris, en France. Elle obtient ensuite un diplôme d'études approfondies  en économie appliquée. Elle est également titulaire d'une maîtrise d'histoire de l'Université Paris-Nanterre. Elle poursuit ensuite ses études aux États-Unis, où elle obtient un master en politique publique de la John F. Kennedy School of Government.
Elle fait ses débuts au département des technologies de la communication et de l'information de la Banque mondiale à Washington. Elle y conseille les gouvernements sur diverses questions telles que les politiques de télécommunications, les réformes réglementaires et la privatisation. Elle a également travaillé comme consultante pour Alcatel-Lucent à Paris et au département de développement commercial pour le groupe Orange (France Telecom North America) de 2006 à 2010.

## Carrière politique
En mai 2010, le Premier ministre togolais Gilbert Fossoun Houngbo lui confie le portefeuille des postes, de l'économie numérique et de l'innovation technologique. Depuis lors, la dénomination du ministère connaît des modifications, toutefois elle y a été reconduite jusqu'à ce jour,,.
Au titre de ses mandats, elle a notamment contribué à la mise en place d'une administration électronique, à l'intégration des TIC (technologies de l'information et de la communication) dans le système éducatif, et à l'amélioration de l'accès à l'internet pour la population togolaise. Depuis sa prise de fonction, le taux de pénétration de l'internet mobile est passé de 1,23% en 2010 à 74,04% en 2021. Elle a également initié des réformes et mis en place un cadre légal et réglementaire pour faciliter des investissements privés dans le secteur des télécommunications, comme en témoigne la privatisation de l'opérateur historique, Togocom.
Au nombre des premières initiatives de numérisation axées sur les jeunes entrepreneurs figure le Forum des jeunes entrepreneurs togolais, lancé en 2013, dans le but de « fournir aux jeunes entrepreneurs togolais les compétences théoriques et techniques nécessaires à la création d'entreprises au Togo ».
Deux ans plus tard, en 2015, afin d'encourager les jeunes à acquérir des compétences essentielles en matière de programmation informatique, elle lance AppsTogo, un concours national de développement d'applications. Le Togo est également représenté à l'Africa Code Week, Cina Lawson ayant été désignée comme marraine de l'événement.
En 2015, Cina Lawson négocie l'installation d'un réseau de fibre optique de 250 km dans la capitale togolaise, Lomé, afin de fournir un accès Internet haut débit à tous les bâtiments publics, y compris les hôpitaux et les universités,, suivi en 2018 du projet Wifi Campus, un réseau de fibre optique et de hotspots wifi pour connecter au très-haut débit Internet les campus universitaires publics et les hôpitaux de Lomé et de Kara.
Elle participe du 20 au 24 janvier 2025 au World Economic Forum (WEF) à Davos, en Suisse. À cette occasion, elle prend part à un panel sur la question des risques et des opportunités créés par la digitalisation et l'intelligence artificielle, du point de vue de la transformation étatique.

### Cadre légal et réglementaire
Depuis 2012, elle a mené des politiques qui ont permis de poser les bases de la transformation digitale et des investissements du secteur privé au Togo. Parmi celles-ci, on compte la loi sur les communications électroniques en 2012, la loi sur les transactions électroniques en 2017, la loi sur la cybersécurité en 2018, la loi sur la protection des données personnelles en 2019, la loi sur l'identification biométrique en 2020 et le décret sur la numérisation des paiements du gouvernement au citoyen,[réf. à confirmer].

### Réformes du marché des TIC
En juin 2017, en vue d'améliorer l'efficacité et l'accessibilité de l'internet, Lawson octroie officiellement deux licences de fournisseur d'accès internet (FAI) à Teolis SA et au Groupe Vivendi Africa Togo (GVA Togo). C'est ainsi que huit mois après l'obtention de sa licence de fournisseur d’accès internet, Teolis lance ses premiers services à Lomé. Dans la même lancée, en novembre 2020, l'opérateur de téléphonie Togocom, annonce avoir activé son réseau commercial 5G sur le territoire togolais, faisant ainsi du pays le premier dans la sous-région africaine et le troisième sur le continent, à tester cette nouvelle offre de connectivité.
En juillet 2017, elle engage la restructuration de l'opérateur historique de télécommunications fixes du Togo, Togo Telecom, et de sa branche mobile, Togocel. Cette réorganisation aboutit à des changements radicaux dans la structure interne des opérateurs et à leur fusion, le groupe Togocom,. En 2018, Cina Lawson ouvre Togocom aux investissements privés, donnant le ton à la privatisation des entreprises publiques du secteur. En novembre 2019, le gouvernement togolais accepte une offre d'Agou Holding pour acquérir une participation de 51% dans Togocom, valorisant l'entreprise à 343 millions de dollars. Agou Holding est un consortium composé du groupe malgache Axian et du groupe panafricain de capital-d'investissement Emerging Capital Partners (ECP). Le nouvel actionnaire majoritaire prévoit d'investir 214 millions de dollars au cours des sept prochaines années pour remanier la prestation de services de Togocom. Dans un communiqué de presse faisant suite à l'annonce, Cina Lawson a déclaré que l'opération « marque une étape cruciale dans la feuille de route numérique du gouvernement ».

### COVID-19
Pendant la pandémie de Covid-19, Lawson et son équipe lancent «Novissi», un programme togolais de transferts monétaires d'urgence destiné aux populations les plus défavorisées. Entre 2020 et 2021, 570 000 personnes ont pu bénéficier du programme, basé sur des données démographiques, l'intelligence artificielle, l'imagerie satellitaire, des algorithmes prédictifs et l'apprentissage automatique pour identifier les citoyens togolais les plus vulnérables. À la suite de cette réalisation, le Fisher Center for Business Analytics de l'UC Berkeley décerne le prix de la femme de l'année (Woman of the Year Award) à Cina Lawson. L'application a également reçu le prix du jury au salon ds innovations South by Southwest 2022.
Hormis le programme de paiements Novissi, la lutte du Togo contre le COVID-19 a également consisté en la numérisation du processus de vaccination et de dépistage, permettant aux citoyens togolais de s'inscrire en ligne ou par USSD afin de se faire vacciner; avec plus de 50 000 inscrits dans le mois qui a suivi le lancement de la campagne.

### Atterrissage du câble sous-marin Equiano
Le 18 mars 2022, le ministère de Cina Lawson orchestre l'atterrissage du câble sous-marin Equiano de Google au Togo, faisant du pays le tout premier point d'atterrissage en Afrique,.
L'atterrissage de ce câble est une étape décisive dans la réalisation de la vision du Togo de devenir un hub régional du numérique, ce que Mme Lawson considère comme sa mission, comme elle l'a déclaré dans une interview avec Bloomberg LP. Une étude d'impact économique d'Equiano au Togo par Africa Practice et Genesis Analytics estime que le câble Equiano permettra de créer environ 37 000 nouveaux emplois et d'augmenter la production économique du Togo de 351 millions de dollars supplémentaires entre 2022 et 2025.
Pour assurer le déploiement et la maintenance du câble Equiano au Togo, Cina Lawson a coordonné la création d'une coentreprise connue sous le nom de «CSquared Woezon», un partenariat entre la société d'infrastructures numériques (SIN), une société publique de télécommunications, et CSquared, une entreprise spécialisée dans la construction et l'exploitation de réseau de fibre optique en Afrique.

### Protection des données, cybersécurité et déclaration de Lomé
En février 2019, Lawson orchestre la création de l'Agence National de la Cybersécurité (ANCy) du Togo et, en septembre 2019, elle négocie le lancement de Cyber Defense Africa (CDA), une société de services de cybersécurité. CDA est une joint-venture entre le Togo et Asseco Group, une entreprise polonaise de cybersécurité. Elle a également motivé l'adoption d'une loi visant à mettre en place une autorité de protection des données personnelles (IPDCP) en 2020.
Sous le couvert du ministère de l'économie numérique et de la Transformation digitale, Cina Lawson s'associe à la Commission économique des Nations unies pour l'Afrique (UNECA) pour organiser le premier sommet africain sur la cybersécurité à Lomé, qui s'est tenu en mars 2022 pour discuter d'approches, de stratégies et de politiques innovantes visant à renforcer la cybersécurité sur le continent. La déclaration de Lomé sur la cybersécurité et la protection contre la cybercriminalité a été signée par l'ONU et de nombreux pays africains qui se sont engagés à travailler ensemble pour lutter contre la cybercriminalité au Togo et en Afrique.

### FinTech et pay-as-you-go
En mai 2018, avec la Société des Postes du Togo, Cina Lawson lance le compte bancaire mobile ECO CCP conçu pour stimuler l'inclusion financière et l'accès financier, ce qui devait permettre aux couches vulnérables de créer un compte épargne à partir de leur téléphone portable simple, sans aucune procédure administrative,.
Cina Lawson a également contribué à l'initiative présidentielle CIZO lancée en novembre 2017 visant à étendre l'accès à l'électricité à travers la fourniture de kits solaires individuels grâce au modèle économique «pay as you go» autorisé par le paiement mobile.

### Transformation numérique dans le secteur public
En 2021, son désir de mettre sur pied une instance chargée de l'exécution des projets digitaux se réalise quand le gouvernement valide la création de l'Agence Togo Digitale (ATD) pour impulser l'émergence d'un écosystème d'innovation numérique au Togo. Cette agence a déjà lancé Service Public, la plateforme nationale pour tous les services publics de l’administration et Togo Voyage, le site officiel pour tous les voyages à destination ou en partance de Lomé,.

## Distinctions
- 2012: Young Global Leader du Forum économique mondial[62]
- 2012: Parmi les «20 jeunes femmes les plus influentes en Afrique» de Forbes[62]
- 2013: Parmi les «25 femmes les plus influentes du business en Afrique» de Jeune Afrique[63]
- 2016: Parmo les «55 African Doers» de Tropics Magazine[64],[65]
- 2019: Prix Napoléon pour l'innovation[66]
- 2019: «Alumni Public Service Award» de Harvard Kennedy School, reconnaissance de son engagement pour le service public[67],[68]. Elle est la première femme politique africaine à se voir attribuer ce prix depuis sa création[69].
- 2021: Prix de la femme de l'année du Fisher Center for Business Analytics de l'université de Californie à Berkeley[42]
- 2022: Parmi les cent personnes en dehors de la Silicon Valley et de l'Occident dont les efforts ont un impact direct sur les pays où vit la majorité de la population mondiale selon Rest of World[70],[71]
- 2025:  Commandeur de l'ordre du Mono[72],[73]